# Энгельгардт, Владимир Александрович
Влади́мир Алекса́ндрович Энгельга́рдт (1894—1984) — советский биохимик, специалист в области молекулярной биологии.
Академик Академии наук СССР и Академии медицинских наук СССР. Герой Социалистического Труда. Лауреат Сталинской премии первой степени и Государственной премии СССР.

## Биография

### Ранние годы
Владимир Александрович Энгельгардт родился 3 декабря (21 ноября по старому стилю) 1894 года в Москве, в то время, когда его отец после окончания обучения усовершенствовался в московских клиниках. Отец, Александр Владимирович из дворянского рода Энгельгардтов, возглавлял отделение акушерства и гинекологии этой же больницы, а также имел частную лечебницу. Мать, Вера Васильевна, получила отличное образование, была активным человеком, организовала на общественных началах специальную школу иностранных языков. Энгельгардты имели двухэтажный дом с флигелем и небольшим садом на улице Духовской (позднее Республиканская, 33, незаконно снесён в 1990 году). Дед Владимира с материнской стороны, Василий Фёдорович Линденбаум, главный хирург и директор Ярославской губернской земской больницы.
В 1895 году семья вернулась в Ярославль. Владимир был единственным ребёнком в семье. По достижении школьного возраста он был определён в Царскосельскую частную школу госпожи Левицкой, в которой он окончил 6 классов, после чего по настоянию родителей в 1911 году перевёлся в Ярославскую губернскую гимназию, которую окончил с серебряной медалью, получив единственную четвёрку по истории. По собственным словам, главный интерес в гимназии у него был к физике, которую преподавал Михаил Васильевич Яблонев. Любимым учителем был Алексей Матвеевич Лебедев, преподававший русскую литературу.
Энгельгардт отмечал, что наклонности к научной деятельности у него появились в очень раннем возрасте. Он любил возиться со всякими электрическими звонками и игрушками. Своим первым «изобретением» считал стеклянную трубочку с бузинным шариком внутри и двумя проволочками по концам. Назвал его — «хитроскоп». Его назначение состояло в том, чтобы, коснувшись тела проводами, наблюдать за высотой подъёма бузинного шарика (хитрость заключалась в том, что поднятие шарика вызывалось незаметным натиранием стеклянной трубки шёлковым платком, в который она была завёрнута).
В старших классах область интересов сместилась в сторону химии. Особый интерес вызывали взрывчатые материалы. Излюбленным объектом был йодистый азот (в сухом виде он взрывается при легчайшем прикосновении). Принеся в класс этот препарат во влажном состоянии, случайно уронил вещество на пол около кафедры учителя, на которой восседал преподаватель Закона Божиего. К концу урока один ученик, читавший заключительную молитву, наступил ногой на кусочек йодистого азота, который громко взорвался (никому не причинив вреда). Преподаватель Закона Божиего, соскочив с кафедры, домчался к кабинету директора с криком: «На мою жизнь совершили покушение!»
Неудачи на химическом поприще направили исследовательское любопытство в область электротехники. У Энгельгардта скоро появилось несколько радиотехнических устройств, сделанных им самостоятельно: передатчик, приёмник, трансформатор Теслы, высокочастотный зеркальный гальванометр, беспроволочный телеграф и др. Сделанные им устройства немало удивляли его родителей. Первая научной публикацией Энгельгардта стала маленькая заметка в научно-популярном журнале «Электричество и жизнь» о замене обычного вибрационного прерывателя небольшой катушки Румкорфа на миниатюрный ртутный прерыватель, который вдвое повышал производительность прибора.
Помимо учёбы Энгельгардт увлекался в гимназические и университетские годы футболом, играл вратарём.

### Университет
Энгельгардт поступал на Электротехническое отделение Петербургского политехнического института, но не прошёл конкурс аттестатов. Тогда он поступил на Математический факультет Московского университета. Спустя некоторое время пришло извещение из политехнического института о том, что он всё-таки принят, но место учёбы Энгельгардт менять не стал. Однако, проучившись несколько месяцев, счёл, что не имеет природных склонностей к занятиям математикой. Следующим увлечением стала химия. Слушал курсы и сдал один экзамен, но снова переменил интересы. На этот раз он сосредоточил свои усилия на Медицинском факультете.
Теоретическим курсам и практическим занятиям он отдавал мало времени. Основное время проводил, работая в различных биохимических лабораториях. Большое влияние на него оказал профессор Н. К. Кольцов, чьи блестящие лекции слушал Владимир Александрович. С его подачи он прочитал книги Фишера «Отёк» и «Нефрит». Позже, в лаборатории, некоторое время изучал поглощение воды срезами тканей. В 1916—1917 годах работал в Университете Шанявского, слушал лекции профессора Тарасевича по иммунитету, профессора Кольцова по физико-химической биологии. На пятом курсе заведовал лабораторией Московской пастеровской станции. Каникулы проводил в Ярославле, где работал в губернской земской больнице, в прозекторской у доктора Н. И. Панова.
Владимира Александровича всегда отличала смелость и оригинальность взглядов. Однажды он нашёл ошибку в рассуждениях профессора Н. К. Кольцова и не испугался сообщить ему об этом. Юный Энгельгардт смог доказать правильность своих рассуждений, проведя перед Кольцовым соответствующий эксперимент. Учитель был восхищён, сказал, что его поведение соответствует правильному пути в истолковании экспериментальных результатов — не считать себя связанным расхождением своих взглядов с таковыми, высказанными авторитетами.
После окончания университета в 1919 году два года провёл на Южном фронте Гражданской войны в качестве врача эвакопункта, главного врача госпиталя, начальника санитарной части 2-й конной армии. Проделал путь от Дона до Крыма и закончил его на Кавказе после изгнания оттуда английских оккупационных сил.

### Научная карьера
1921 год — начало настоящей научной карьеры Энгельгардта. Его приняли в только что организованный Биохимический институт Наркомздрава, главой которого был Алексей Николаевич Бах — выдающийся химик, известный работами по ферментативным механизмам биологического окисления. Его главным педагогическим принципом было общее руководство с указанием основного направления исследований. И этим направлением для Владимира Александровича оказалось изучение иммунных антиферментов. Работа над антиферментами не принесла сколько-нибудь существенных результатов с точки зрения новых воззрений на природу ферментов или механизм их действия, но эти исследования привели к обнаружению факта, который тем не менее содержал элементы более широкого значения. Позднее Энгельгардт обозначил это, как принцип «фиксированного партнёра». Было обнаружено, что иммунные антитела могут проявлять своё взаимодействие с антигеном даже в том случае, если они переведены из раствора в фиксированное состояние, в адсорбированную форму на каком-нибудь подходящем носителе. Использование этого принципа позволило обнаружить антигенные свойства гемоглобина.
Энгельгардт отмечал, что никогда не имел регулярного обучения в области биохимии, рассматривая себя как самоучку, не уделявшего никакого времени традиционному обучению. Он отмечал роль работ учёных старшего поколения, оказавших на него огромное влияние. В 1927 году он несколько месяцев провёл в Берлине в лаборатории Питера Рона, либеральная, полная идей атмосфера которой навсегда ему запомнились. Себя он в какой-то мере считал его учеником.
В 1929—1933 годах по защите докторской диссертации Энгельгардт профессор, заведующий кафедрой биохимии медицинского факультета Казанского университета. В 1934—1940 годах профессор Ленинградского университета, в 1939—1940 годах заведующий кафедрой биохимии. В 1936—1959 годах профессор Московского университета. В 1935—1959 годах заведующий лабораторией биохимии животной клетки Института биохимии им. А. Н. Баха АН СССР. В 1944—1959 годах заведующий лабораторией биохимии животной клетки Института физиологии имени И. П. Павлова АН СССР. В 1945—1952 годах заведующий отделом биохимии Института экспериментальной медицины АМН СССР (1945—1952). Участвовал в организации в 1959 году Института радиационной и физико-химической биологии АН СССР (с 1964 года — Институт молекулярной биологии АН СССР), возглавлял его до последних дней своей жизни.
Энгельгардт разработал способ получения витамина C из незрелых грецких орехов. Было построено несколько заводов, изготовлявших витамин С по этому методу. Таким образом в годы Великой Отечественной войны страна была обеспечена ценным препаратом. Энгельгардт и его сотрудники добились в годы войны выдающегося успеха, решив давнюю проблему перехода химической энергии в живом организме в механическую энергию мускульного сокращения. За научный труд «Ферментативные свойства миозина и механохимия мышц» в 1943 году Энгельгардт (совместно с женой и постоянной сотрудницей Милицей Николаевной Любимовой) был удостоен Сталинской премии. Эти исследования положили начало новой области науки биологии — механохимии мышц.
Часть премии (100 тысяч рублей) В. А. Энгельгардт и М. Н. Любимова передали в Фонд восстановления советской культуры. Открытое письмо лауреатов к Сталину было опубликовано в газете «Известия» от 30 марта 1943 года.

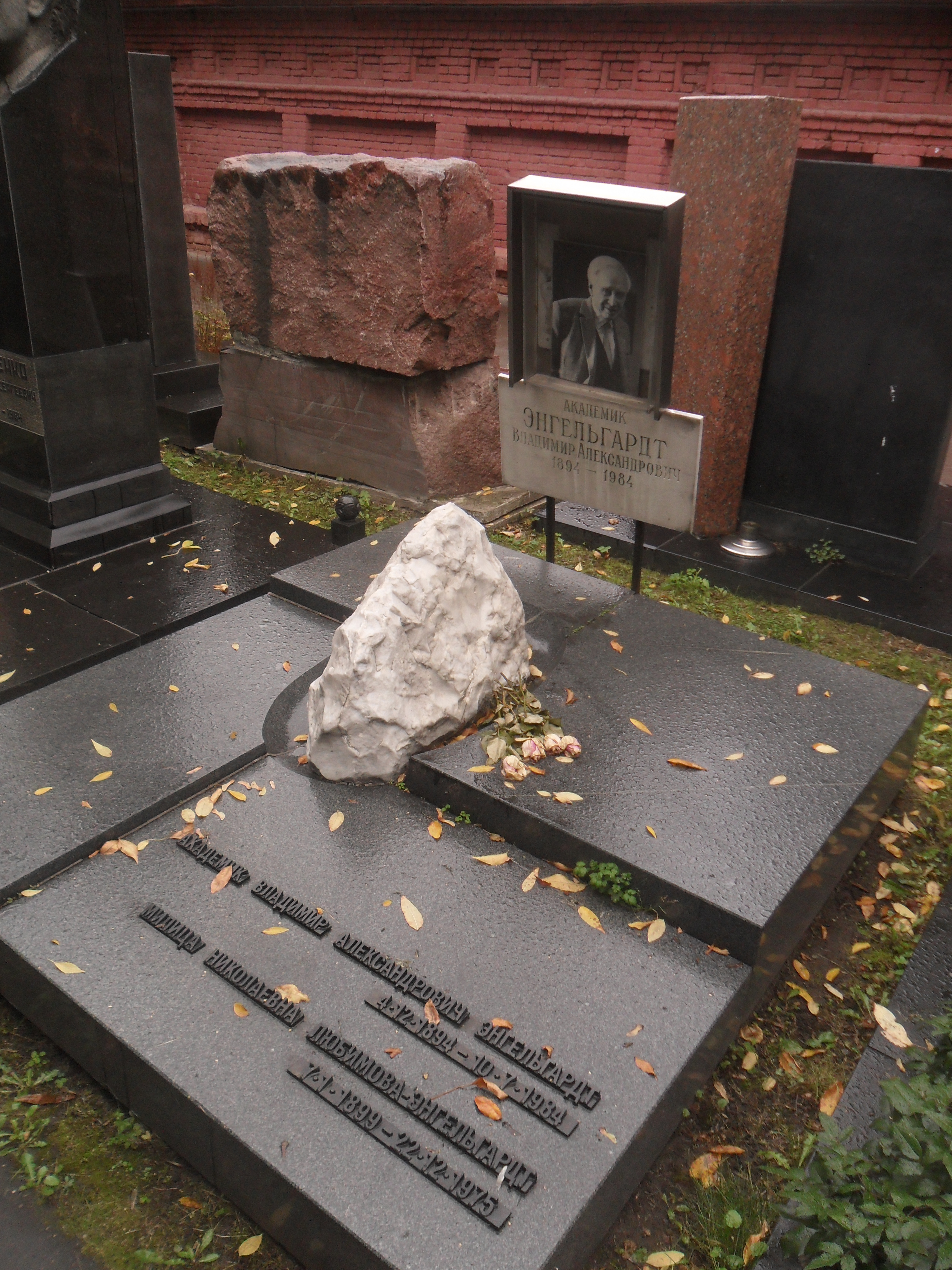
Могила В. А. Энгельгардта на Новодевичьем кладбище Москвы

Энгельгардт стал одним из академиков АН СССР, подписавших в 1973 году письмо учёных в газету «Правда» с осуждением «поведения академика А. Д. Сахарова». В письме Сахаров обвинялся в том, что он «выступил с рядом заявлений, порочащих государственный строй, внешнюю и внутреннюю политику Советского Союза», а его правозащитную деятельность академики оценивали как «порочащую честь и достоинство советского учёного».
В том же 1973 году посещал США. Как предполагает в своих мемуарах Юрий Глазов, посещение Энгельгардтом США было санкционировано «советскими властями» и ставило своей целью дискредитировать Сахарова в глазах зарубежных коллег, выражавших ему поддержку, и представить его правозащитную позицию чрезмерно радикальной («разъяснить своим западным коллегам их „заблуждения“»). В своих мемуарах Глазов примерно воспроизводит свой телефонный разговор с Сахаровым. В нём описывается посещение Энгельгардтом США: «Академик Энгельгардт побывал в Бостоне вместе со своей дочерью и произвел на здешних ученых очень выгодное впечатление. Он не выступал с публичными заявлениями, но в частных разговорах говорил приблизительно следующее: „Академик Сахаров — святой человек, и то, что он говорит, — чистая правда. Но действует академик Сахаров слишком прямолинейно и поэтому, можно сказать, недостаточно эффективно. В свое время я боролся против засилья Лысенко и проводил более гибкую линию — в конечном счете с успехом. То письмо, которое я подписал в отношении Сахарова, было третьим вариантом, и этим письмом мы его спасли. Те американские ученые, которые выступили в защиту Сахарова, формулировали свои мысли слишком резко, и этот метод нельзя признать достаточно эффективным“».
Умер 10 июля 1984 года. Похоронен в Москве на Новодевичьем кладбище (участок № 10).

## Научная деятельность
С 1923 по 1927 год опубликовал работы об антиферментах, обнаруживаемых в сыворотке животных после введения фенолазы и инвертазы. Затем исследовал антигенные свойства гемоглобина.
В это же время изучал эритроциты, в том числе баланс фосфорной кислоты в них. Ставил вопросы о возможности переключения анаэробного пути превращения в клетках на аэробный. Сделал вывод, что биологический смысл дыхания клетки заключается в образовании органических пирофосфатов. Указывал, что вещества, накапливающиеся при процессах обмена, обязательно стимулируют реакции, направленные на их уборку. Делает вывод, что с необратимым в целом окислительным процессом связаны разнообразные обратимо протекающие частные процессы, как раз и являющиеся источником энергии.
С 1930 по 1934 год сформулировал биологическое значение анаэробных и аэробных превращений, роли и участия в них фосфорной кислоты. В 1936 году высказал взгляды на роль фосфорных соединений в реакциях конденсации, в синтезе углеродного скелета углеводов, в фотосинтезе. Подчёркивал, что биологический смысл гликолиза и дыхания заключается в образовании богатых энергией фосфорных соединений, в частности, аденозинтрифосфата (АТФ).
Изучая мышечную ткань, пришёл к выводам, что миоген является ферментом альдолазой; миозин, обладая ферментативной активностью, расщепляет АТФ с образованием свободной фосфорной кислоты и освобождением значительного количества энергии; нити миозина, опущенные в раствор АТФ, не только расщепляют его, но и способны также к большему растяжению, чем в контрольных опытах. Это показало, что главные мышечные белки обладают ферментативными функциями, ферменты мышц не адсорбированы на поверхности белков, а идентичны им, ферменты могут находиться в ткани в большом количестве. Удалось показать прямую и непосредственную связь «между механикой и химизмом мышцы».
Исследуя гликолиз (брожение), сделал выводы, что возможно прямое окислительное превращение фосфоглюкозы через фосфоглюконовую кислоту и фосфопентозу, что дало объяснение образованию в организме пентозы; использование фосфорного остатка АТФ для фосфорилирования глюкозо-6-фосфата контролируется состоянием окислительно-восстановительных систем ткани; задержка дыханием гликолиза происходит лишь при сохранении дыхательного фосфорилирования.
С 1960 изучал структуру и функции нуклеиновых кислот и ферментов биосинтеза белков. По инициативе и при непосредственном участии Энгельгардта научными центрами СССР, ГДР, ЧССР и ПНР в 1970-х годах осуществлялся масштабный проект «Обратная транскриптаза ревертаза».
Работы Энгельгардта по обмену эритроцитов легли в основу теории и практики консервирования крови, работы по соотношению дыхания и брожения нашли применение в микробиологии, в промышленности, использующей процессы брожения, в медицинской практике. Большое практическое значение имели работы Энгельгардта по биохимии и технологии витаминов.
Энгельгардт был одним из первых действительных членов АМН СССР (1944). Он был и академиком Академии наук СССР (1953; член-корреспондент с 1946), в 1955—1959 академик-секретарь Отделения биологических наук, был председателем Научного совета по проблемам молекулярной биологии при Президиуме Академии наук СССР. Он являлся членом Американской академии наук и искусств, Американского биохимического общества, Болгарской академии наук (1974), Академии наук ГДР, Эдинбургского королевского общества, Индийского национального научного общества, Индийского общества физиологов, Академии наук Чехословакии, а также почётным доктором множества мировых научных центров.
Был представителем СССР и вице-президентом Международного совета научных союзов при ЮНЕСКО, редактором соответствующих редакционных отделов всех изданий Большой медицинской энциклопедии. Основатель и главный редактор журнала «Молекулярная биология».

## Труды
Основные научные труды:
- Физическая и коллоидная химия, Казань, 1931, 1933;
- Окислительный распад фосфоглюконовой кислоты. Биохимия, т. 3, вып.4, 1938 (совместно с Бархашем А. П.).
- Аденозинтрифосфатаза и миозин мышцы. Там же, т. 4, вып. 6, 1939 (совместно с Любимовой М. Н.).
- Фосфорная кислота и функции клетки. Известия Академии наук СССР, серия биолог., № 2, 1948.
- Поверхностно локализованная аденозинполифосфатаза (эктоапираза) ядерных эритроцитов, М., 1955 (совместно с Венкстерн Т. В.).
- Молекулярная биология // Развитие биологии в СССР / под ред. Е. Е. Быховского, М., 1967.

## Награды и звания
- Сталинская премия I степени (22 марта 1943) — за исследования в области деятельности мышц, результаты которых опубликованы в 1942 году в работе: «Ферментативные свойства миозина и механо-химия мышц»
- Государственная премия СССР (1979) — за руководство циклом работ по осуществлению научной программы проекта «Обратная транскриптаза (ревертаза)» (1973—1977), посвящённой ферментативному синтезу структурных генов им их использованию для изучения генетического аппарата животных и вирусов
- Герой Социалистического Труда (13 марта 1969)
- пять орденов Ленина (19 сентября 1953; 3 декабря 1964; 13 марта 1969; 3 декабря 1974; 25 июня 1981)
- орден Отечественной войны II степени (10 июня 1945)
- орден Трудового Красного Знамени (2 марта 1944)
- медали
- Медаль Котениуса (1967)
- Большая золотая медаль имени М. В. Ломоносова Академии наук СССР (1968)[7]

## Память
В 1988 году Институту молекулярной биологии, который В. А. Энгельгардт возглавлял со дня основания до своей смерти, было присвоено его имя.

## Семья
Жена — Милица Николаевна Любимова-Энгельгардт.
Дочери:
- Алина Владимировна Энгельгардт (род.1933). Внуки: Дмитрий, Ольга; Анастасия (род.1963, от брака Алины Владимировны с актёром (1958—1970) В. Б. Ливановым). Правнуки: дети Анастасии — Владимир (род.1984), Ксения.
- Наталия Владимировна Энгельгардт (род. 1934), доктор биологических наук, ведущий научный сотрудник Российского онкологического научного центра имени Н. Н. Блохина[8], участвовала в создании фильма об отце[9].